# Krawężnik

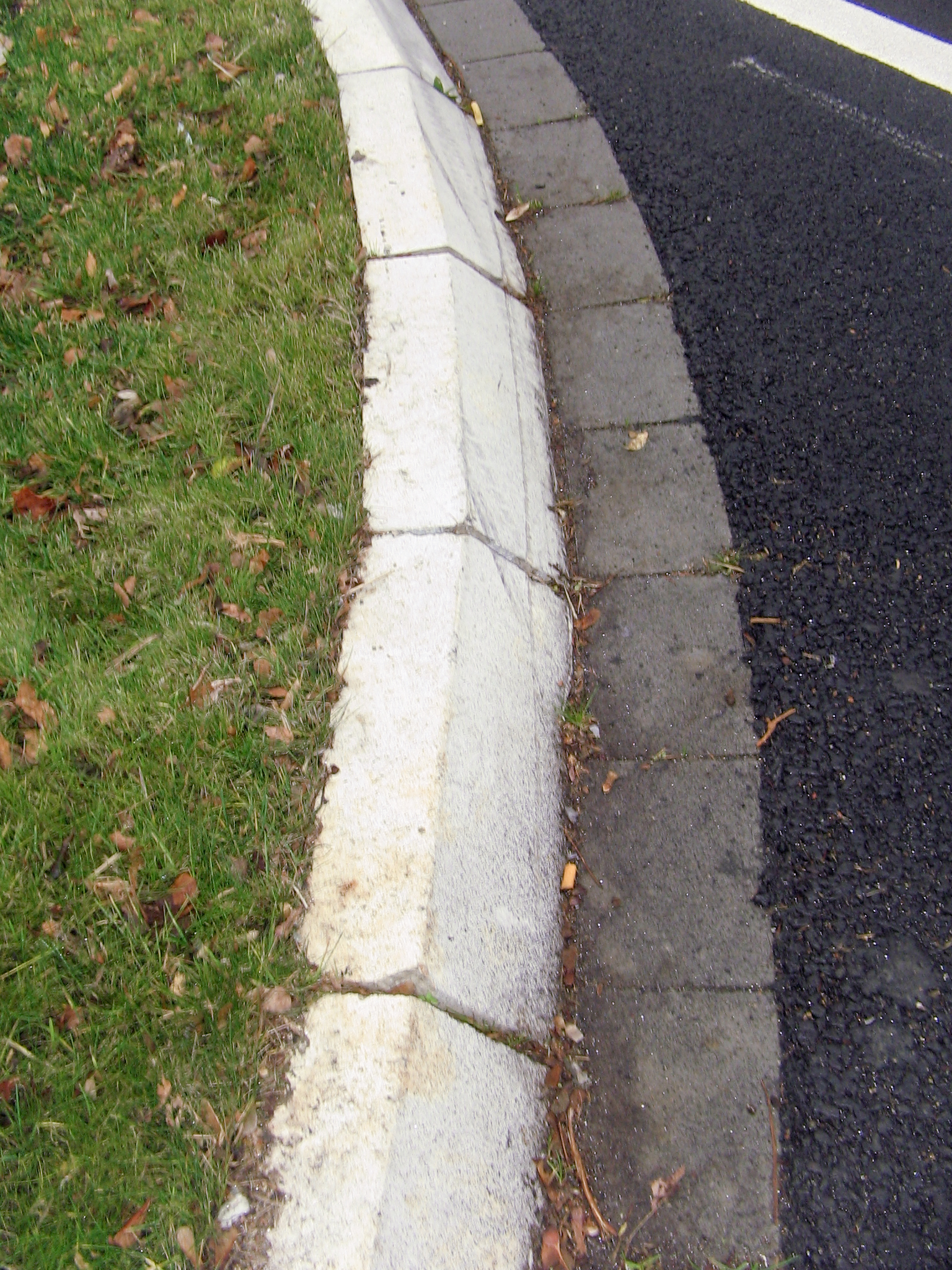
Krawężnik

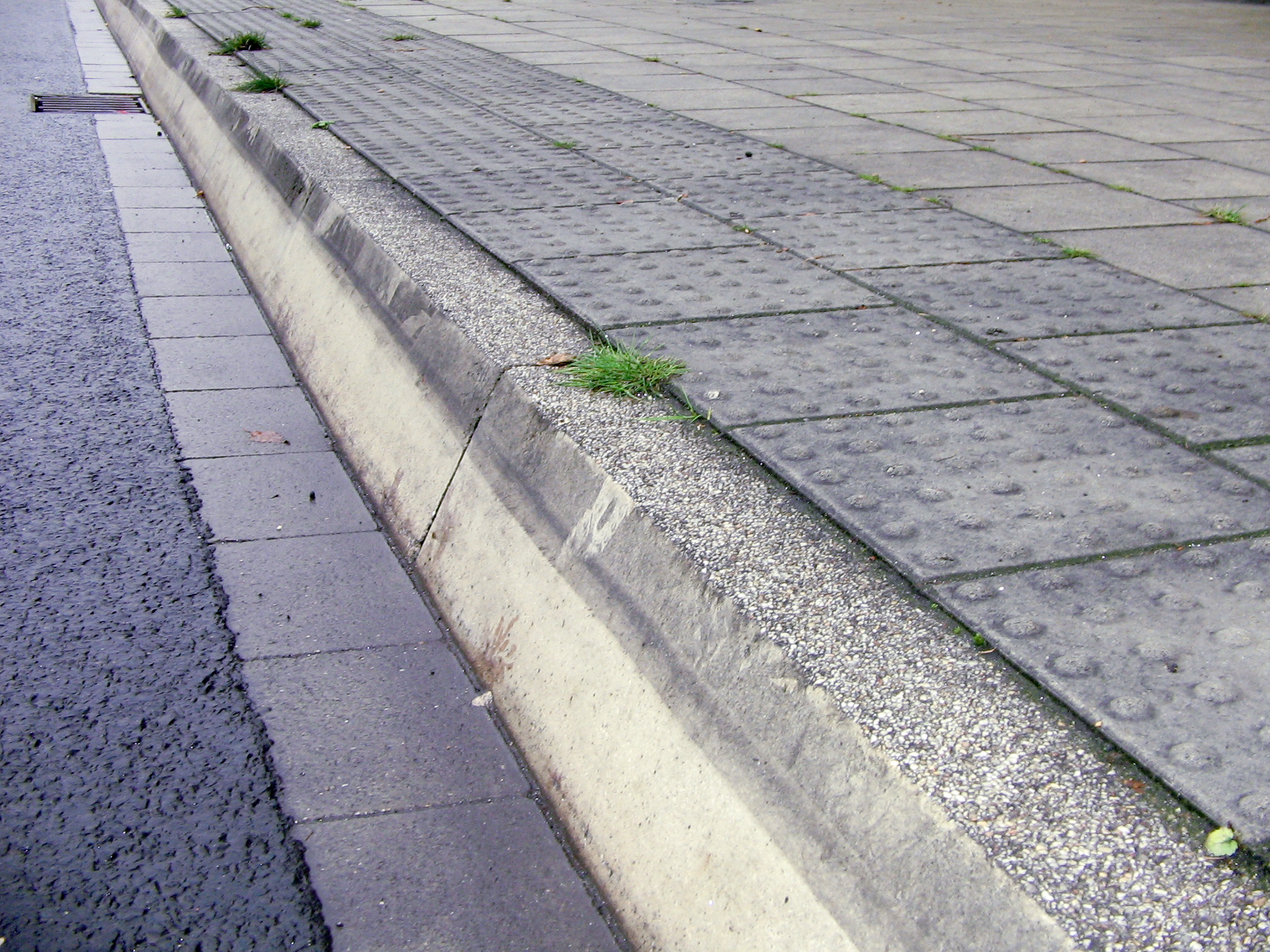
Krawężnik

Krawężnik – zewnętrzna część chodnika oddzielająca go od jezdni. Na przejściach dla pieszych jest on obniżony, by ułatwić pieszym wejście na poziom chodnika.